# 금강천
금강천(錦江川)은 전라남도 강진군 성전면 월하리 도갑산에서 발원하여 전라남도 장흥군 장흥읍 평장리에서 탐진강에 유입되는 전라남도의 강이다. 하천연장은 28.4km이며, 유역면적은 152.4km2이다.

## 지류
지류는 병영천, 학동천, 성전천등 있다.